# Hidroelektrana Longtan
Hidroelektrana Longtan je velika hidroelektrana, s betonskom gravitacionom branom na rijeci Hongšui, u autonomnom području Guangsji-Džuang, Kina. Brana je duga 849 m, a visoka 216,2 m. Preljev brane je kontroliran, s najvećim protokom 27 134 m3/s. Umjetno jezero ima površinu 98 500 km2. Brana služi i za kontrolu poplava u tom kraju, a i za plovidbu.
Podzemna strojarnica ima 9 vodnih turbina, ukupne instalirane snage 6 426 MW, što čini ovu hidroelektranu desetom u svijetu po veličini. Prosječna godišnja proizvodnja električne energije je oko 18 700 GWh. 
Gradnja je počela 2001., a rijeka Hongšui je preusmjerena 2003. Punjenje umjetnog jezera je počelo 2006., a prve tri vodne turbine su testirane 2007. Gradnja je završena 2009.